# 三浦淳一
三浦 淳一（みうら じゅんいち、1973年 - ）は秀英予備校英語講師、同校のブロードバンド予備校講師である。大学時代から予備校の教壇に立っており、過去には代々木ゼミナール講師、代ゼミTVネット（スカイパーフェクTV!）講師を務めた。駿台予備学校英語科講師。医学部受験専門予備校YMS英語科講師。秀英予備校英語科講師。N予備校英語科講師。学びエイド英語科講師。開智中学高等学校非常勤講師。

## 経歴
- 早稲田大学文学部卒業
- 元 代々木ゼミナール講師
- 元 代ゼミTVネット(スカイパーフェクTV!)講師
- 旺文社全国入試問題正解解説委員
- 開智中学・高等学校 非常勤講師

## 著書
- 「必修英語長文問題精講」（旺文社）
- 「英文法・語法ターゲット555」（旺文社）
- 「医学部の英語 長文読解」（旺文社）
- 「大学入試 全レベル問題集 英語長文」（旺文社）
- 「入門英語長文 問題精講」（旺文社）
- 「世界一覚えやすい中学英語の基本文例」（KADOKAWA）
- 「ココを見よ！TOEICテストリーディング」（Z会）
- 「ココを攻めよ！TOEICテスト英文法」（Z会） など

| スタブアイコン | サブスタブ | この項目は、まだ閲覧者の調べものの参照としては役立たない、人物に関連した書きかけの項目です。この項目を加筆・訂正などしてくださる協力者を求めています（P:人物伝/PJ:人物伝）。 |